# Paolo Veneziano
Paolo Veneziano (1300 circa – 1365 circa) è stato un pittore italiano della Repubblica di Venezia.

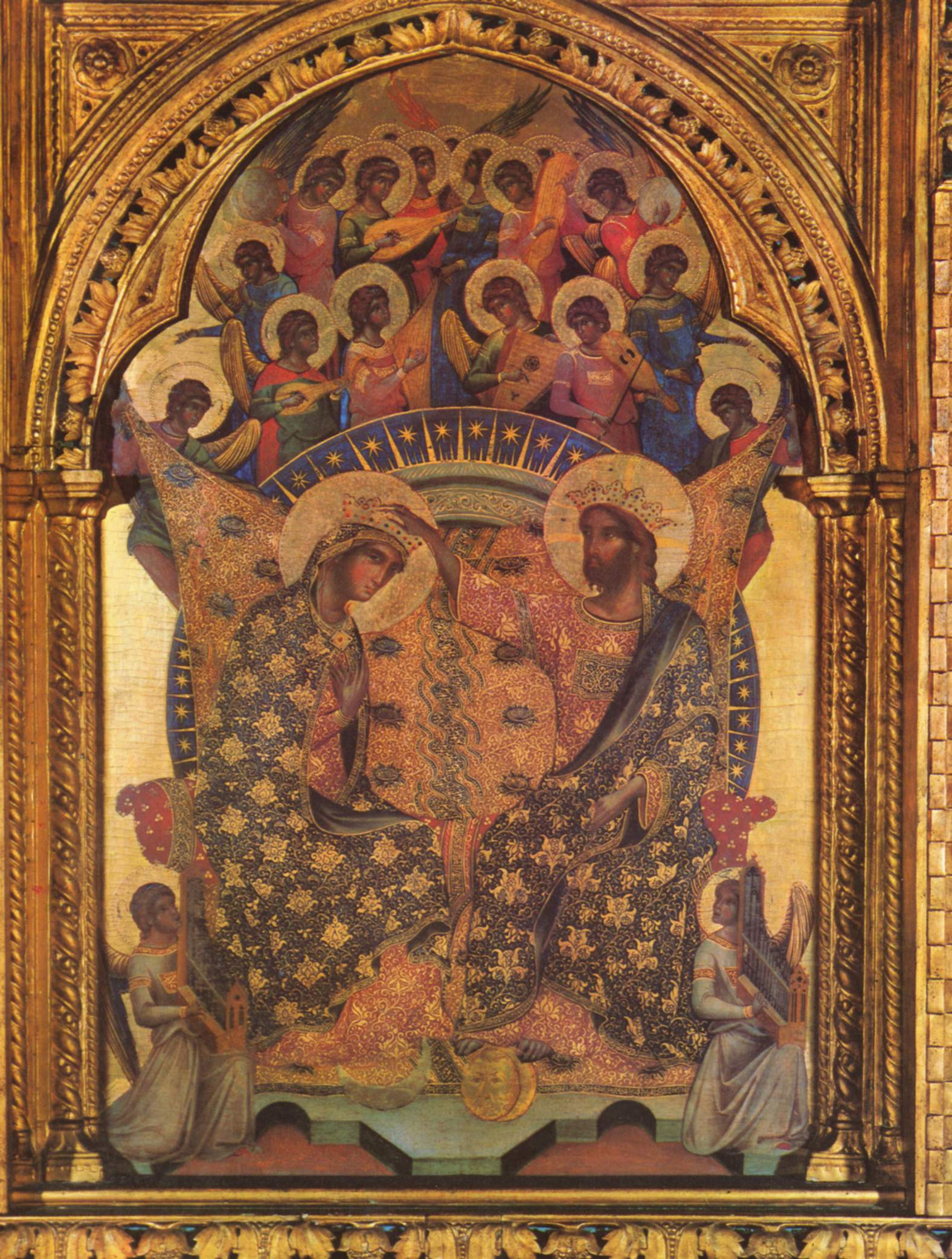
Polittico dell'Incoronazione della Vergine con storie di Cristo e di san Francesco (parte centrale), Gallerie dell'Accademia, Venezia.

È stato definito «il più importante pittore veneziano del XIV secolo» e il precursore della pittura veneta, che ha inizio nel Trecento. Si inserì nel dialogo tra i movimenti pittorici dell'epoca realizzando un equilibrio unico fra i suggestivi temi bizantini della sua formazione e l'influenza di Giotto.

## Biografia
Nacque da una famiglia di artisti e lavorò con i suoi figli Marco, Luca e Giovanni. Fu il pittore ufficiale del doge Andrea Dandolo, per il quale dipinse la Pala feriale.
La prima opera certa del Veneziano è il polittico con la Dormitio Virginis datata 1333, conservata presso i Musei Civici di Vicenza. Tale dipinto «deve la sua importanza non soltanto alla firma e alla data del 1333 (è la più antica opera firmata del maestro), ma altresì all'essere un lavoro molto rappresentativo del più notevole pittore lagunare del Trecento, squisito interprete dei modi bizantini».

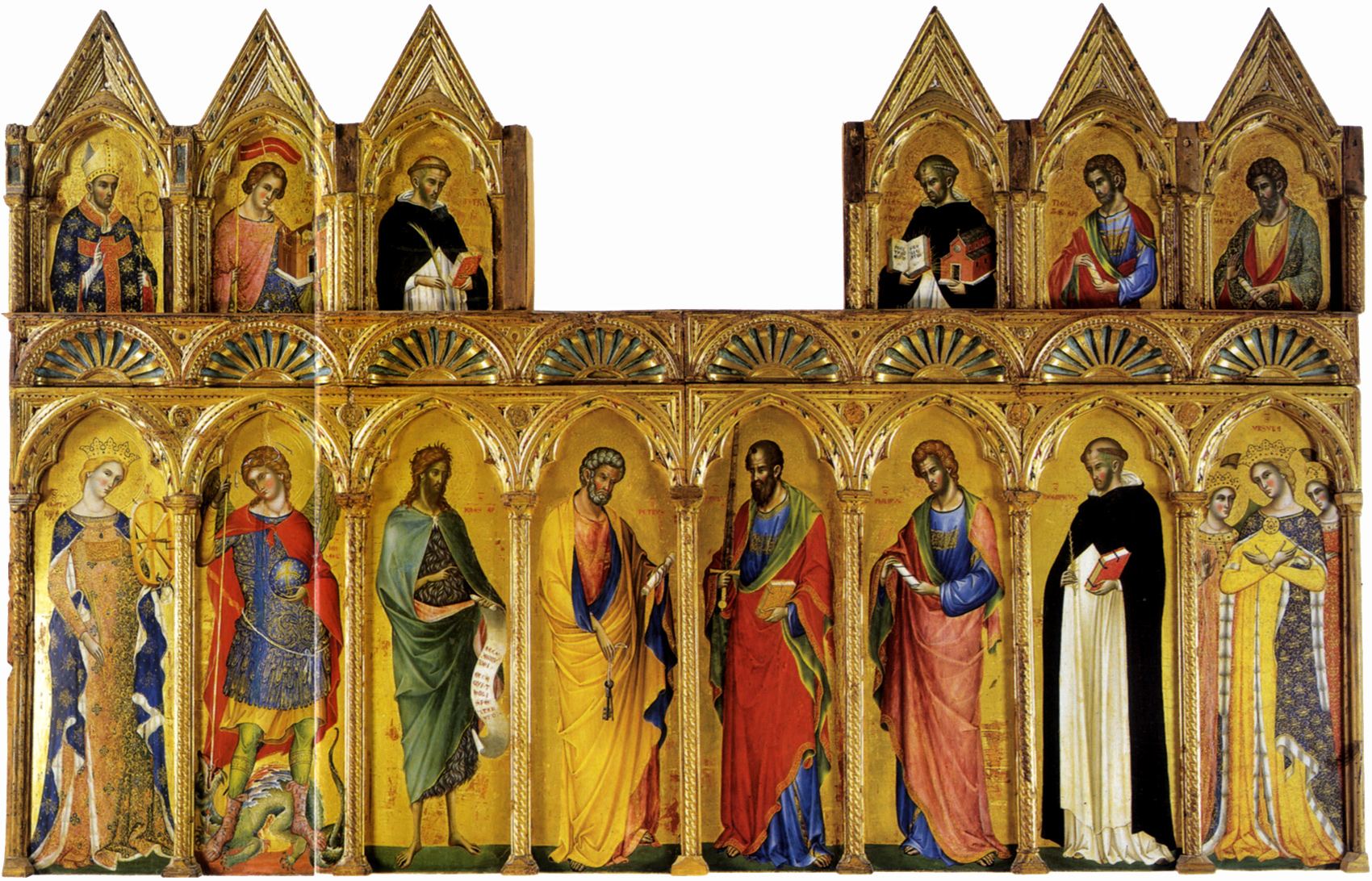
Il Polittico di San Severino Marche.

Dal 1340 le sue opere rivelano un inizio di cesura col mondo bizantino e l'emergere di maggiori tendenze gotiche. Si vedano ad esempio le cadenze delle vesti e l'espressività dei volti di alcune sue opere quali:
- Madonna in trono (1340, presso la collezione Crespi a Milano);
- Pala feriale (dossale della Pala d'oro della basilica di San Marco ora nel museo del Tesoro di San Marco).

Nel museo liturgico del Duomo di Caorle sono conservate sei tavole raffiguranti apostoli (che costituivano l'antica iconostasi) attribuite a Paolo Veneziano ed alla sua scuola.
A partire dal 1347 è di rilievo la sua produzione di mosaici (ad esempio visibili nella cappella Dandolo nel battistero di San Marco), ma anche delle pale d'altare (bellissima la Madonna in trono, visibile nella parrocchiale di Carpineta e l'Incoronazione, attualmente parte della collezione Frick a New York). Infine è di rilievo la produzione di polittici come quello presente nella Basilica di San Giacomo Maggiore a Bologna e quello delle Gallerie dell'Accademia a Venezia.

## Opere

### Opere firmate
- Transito della Madonna, san Francesco d'Assisi, sant'Antonio da Padova (1333), Vicenza, Museo Civico.
- Madonna con Bambino in trono e angeli (1340), già a Milano, Collezione A. Crespi.
- Madonna con Bambino in trono (1347), Cesena, Museo diocesano e della cattedrale di Cesena.

### Opere attribuite

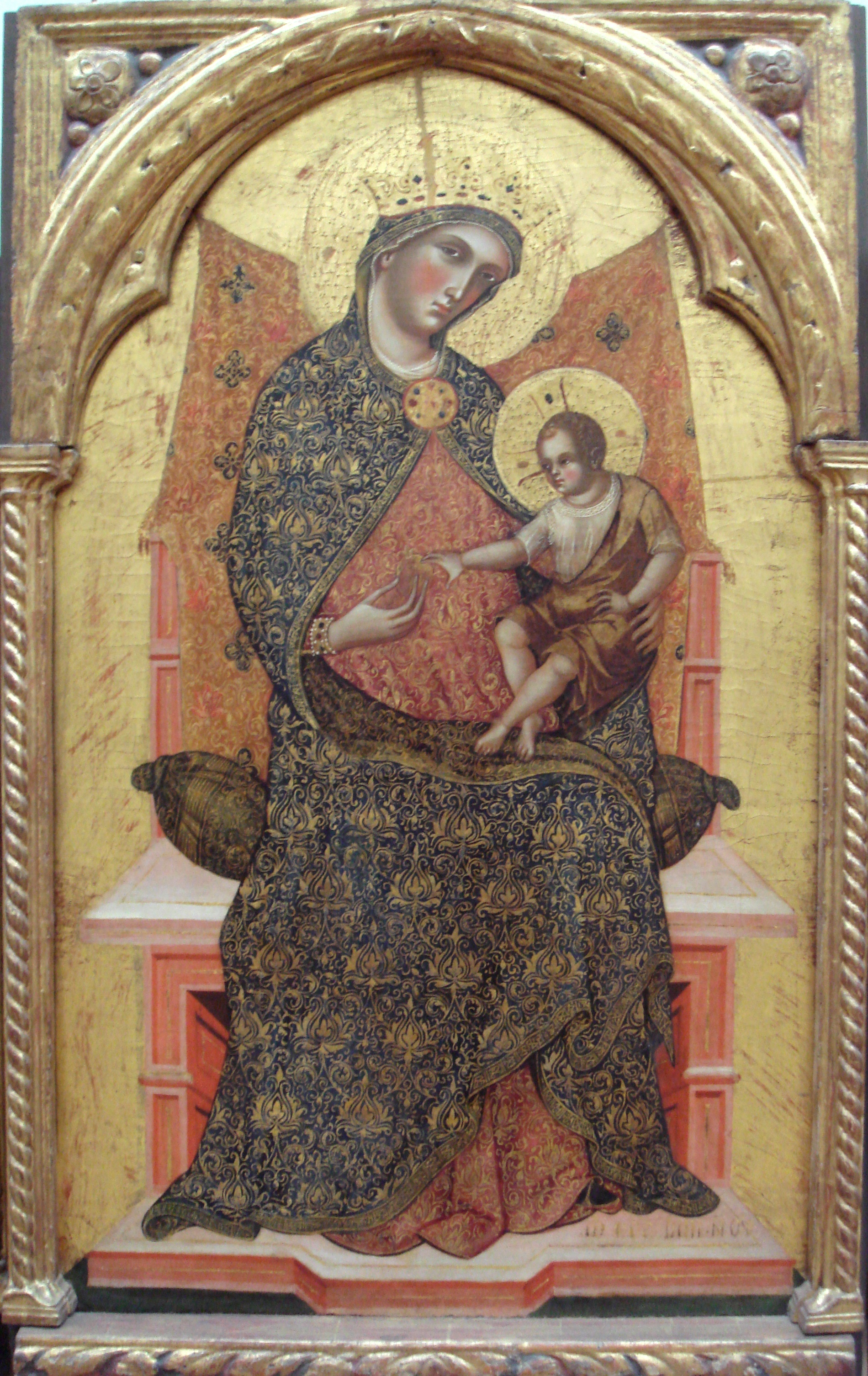
Madonna col Bambino in trono, 1354, museo del Louvre.

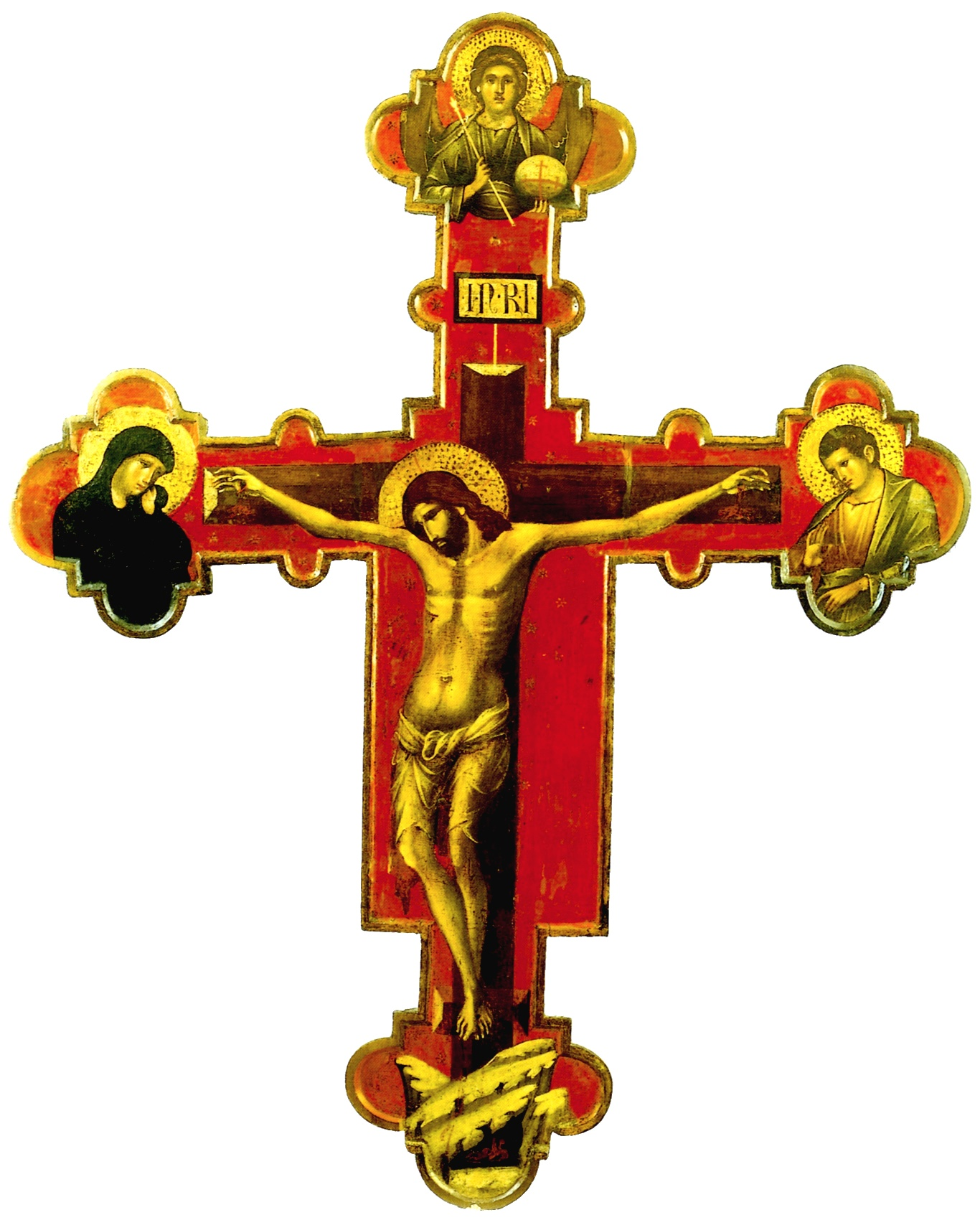
Il Crocifisso di Traù.

- Madonna col Bambino in trono, New York, Metropolitan Museum of Art, già dalla collezione Fowles (inv. 1971.115.5).
- Incoronazione di Maria Vergine (1324), Washington, National Gallery of Art, inv. 1952.5.87, già nella collezione Kress (K1895).
- Madonna col Bambino in trono, Belgrado, Museo nazionale (Narodni Muzej), già Collezione Contini Bonacossi.
- Madonna col Bambino, già Londra, nella collezione Sitwell.
- Madonna col Bambino in trono, a Kreuzlingen, collezione Kisters.
- Madonna col Bambino in trono, Pasadena, Norton Simon Museum.
- Madonna col Bambino in trono e donatori, Venezia, Gallerie dell'Accademia.
- Madonna col Bambino in trono, Padova, Museo diocesano.
- Madonna col Bambino in trono (1354), Parigi, museo del Louvre.
- Polittico della Croce, Bologna, chiesa di San Giacomo Maggiore.
- sette pannelli di polittico con Santi, Worcester, Worcester Art Museum.
- altarolo portatile con Madonna con Bambino, Annunciazione, Crocifissione, Santi, Parma, Galleria nazionale.
- Polittico dell'Incoronazione della Vergine con storie di Cristo e di san Francesco, Venezia, Gallerie dell'Accademia.
- Madonna col Bambino e santi, episodi della vita di san Martino (1349), Chioggia, chiesa di San Martino.
- Madonna col Bambino in trono, Crocifissione, Santi, Roma, Museo nazionale di Palazzo Venezia.
- Madonna col Bambino in trono e donatori, l'Annunciazione, Cristo in pietà tra la Madonna e san Giovanni Evangelista e santi, Piove di Sacco, chiesa di San Martino.
- polittico Santa Lucia e storie della sua vita, l'Annunciazione, Santi, Veglia, vescovado.
- Due storie di san Nicola di Bari, Firenze, collezione Contini-Bonacossi, Uffizi.
- pannelli di polittico con Sant'Agostino, san Pietro, san Giovanni Battista, san Giovanni Evangelista, san Paolo, san Giorgio, Venezia, Museo Correr.
- Crocifisso, Traù, monastero delle Benedettine.
- Crocifisso, Collezione Silvino Borla, Trino Vercellese.
- cinque scomparti di predella con Storie di Maria Vergine, Pesaro, Musei civici, pinacoteca.
- Crocifisso, Venezia, chiesa di Santo Stefano protomartire, sacrestia maggiore
- Crocifisso, Venezia, chiesa di Santa Maria dei Carmini
- Madonna con Bambino in trono, il doge Dandolo, la dogaressa, san Francesco d'Assisi e sant'Elisabetta, Venezia, chiesa di Santa Maria Gloriosa dei Frari.
- San Giovanni Battista, Sant'Agostino, Sant'Ambrogio e San Paolo dal polittico dei santi Cosma e Damiano, Brescia, Pinacoteca Tosio Martinengo.